# Lukas Mühl
Lukas Mühl (Zwiesel, 27 januari 1997) is een Duits voetballer, die uitkomt als centrale verdediger. In mei 2016 stroomde hij door uit de jeugd van 1. FC Nürnberg.

## Clubcarrière
Mühl startte zijn loopbaan bij de jeugd van TSV Regen. In 2011 vervoegde hij de jeugdreeksen van 1. FC Nürnberg. In mei 2016 stroomde hij door uit de jeugd van Nürnberg. Op 15 mei 2016 maakte hij zijn debuut in de 2. Bundesliga. Van coach René Weiler kwam hij 23 minuten voor tijd Rúrik Gíslason vervangen in de met 0–1 gewonnen wedstrijd tegen SC Paderborn 07. Op 29 januari 2017 maakte Mühl zijn eerste doelpunt voor Nürnberg. In de thuiswedstrijd tegen Dynamo Dresden scoorde hij de 1–2 eindstand op het scorebord. In het seizoen 2017/18 wist Nürnberg te promoveren naar de Bundesliga door als tweede te eindigen na kampioen Fortuna Düsseldorf. Op 25 augustus 2018 maakte Mühl zijn debuut in de hoogste Duitse afdeling in de met 1–0 verloren wedstrijd tegen Hertha BSC.

## Clubstatistieken
| Seizoen | Club           | Competitie    | Competitie | Competitie | Beker | Beker | Internationaal | Internationaal | Totaal | Totaal |
| Seizoen | Club           | Competitie    | Wed.       | Dlp.       | Wed.  | Dlp.  | Wed.           | Dlp.           | Wed.   | Dlp.   |
| ------- | -------------- | ------------- | ---------- | ---------- | ----- | ----- | -------------- | -------------- | ------ | ------ |
| 2015/16 | 1. FC Nürnberg | 2. Bundesliga | 1          | 0          | —     | —     | —              | —              | 1      | 0      |
| 2016/17 | 1. FC Nürnberg | 2. Bundesliga | 24         | 1          | 1     | 0     | —              | —              | 25     | 1      |
| 2017/18 | 1. FC Nürnberg | 2. Bundesliga | 18         | 1          | 1     | 0     | —              | —              | 19     | 1      |
| 2018/19 | 1. FC Nürnberg | Bundesliga    | 21         | 1          | 3     | 0     | —              | —              | 24     | 1      |
| Totaal  | Totaal         | Totaal        | 64         | 3          | 5     | 0     | 0              | 0              | 69     | 3      |

Bijgewerkt op 6 maart 2019.